# Gouffre de Cabrespine
Le gouffre de Cabrespine est une cavité aménagée ouverte au public. L'entrée artificielle de la cavité s'ouvre au-dessus du village de Cabrespine dans le département de l'Aude, à proximité du pic de Nore, point culminant de la montagne Noire.
La cavité recèle des volumes de dimensions importantes (80 mètres de large pour 145 mètres de profondeur) mais est surtout connue pour son concrétionnement.

## Localisation
Le gouffre se situe au nord du département de l'Aude, en région Occitanie, aux confins du Minervois et de la montagne noire. Il se trouve à une trentaine de minutes en voiture de Carcassonne.

## Histoire
Le gouffre est découvert en 1934 par le spéléo-club de l’Aude ; il est toutefois cité dans des documents remontant au XVIe siècle, et on y a retrouvé de nombreux vestiges attestant son utilisation ancienne par les hommes, dont des poteries et des outils en tout genre.
Des spéléologues célèbres ont parcouru le gouffre de Cabrespine et ont été frappés par sa beauté ; ainsi, en 1981, Michel Siffre déclarait : « J’ai vu à Cabrespine des bouquets d’aragonite d’une taille unique au monde ».
La grotte est aménagée depuis 1988 pour le public. Le développement de la cavité atteint en 2017 22 500 m pour 504 m de profondeur.

## Description
Le gouffre possède des dimensions impressionnantes : 80 mètres de large pour 145 mètres de profondeur[réf. nécessaire] ; il est réputé pour sa richesse en spéléothèmes : disques, stalactites, aragonites, draperies, colonnes, cascades, etc.
La variété des cristallisations est exceptionnelle en cristaux de calcite et d'aragonite, richement colorés par des oxydes métalliques (fer et manganèse).
Les Salles rouges, ainsi nommées pour les teintes ocre vif dues à la présence d'oxyde de fer, contiennent des disques, énormes plateaux de cristallisation littéralement suspendus à la voûte et dont le poids peut atteindre plusieurs centaines de kilos.

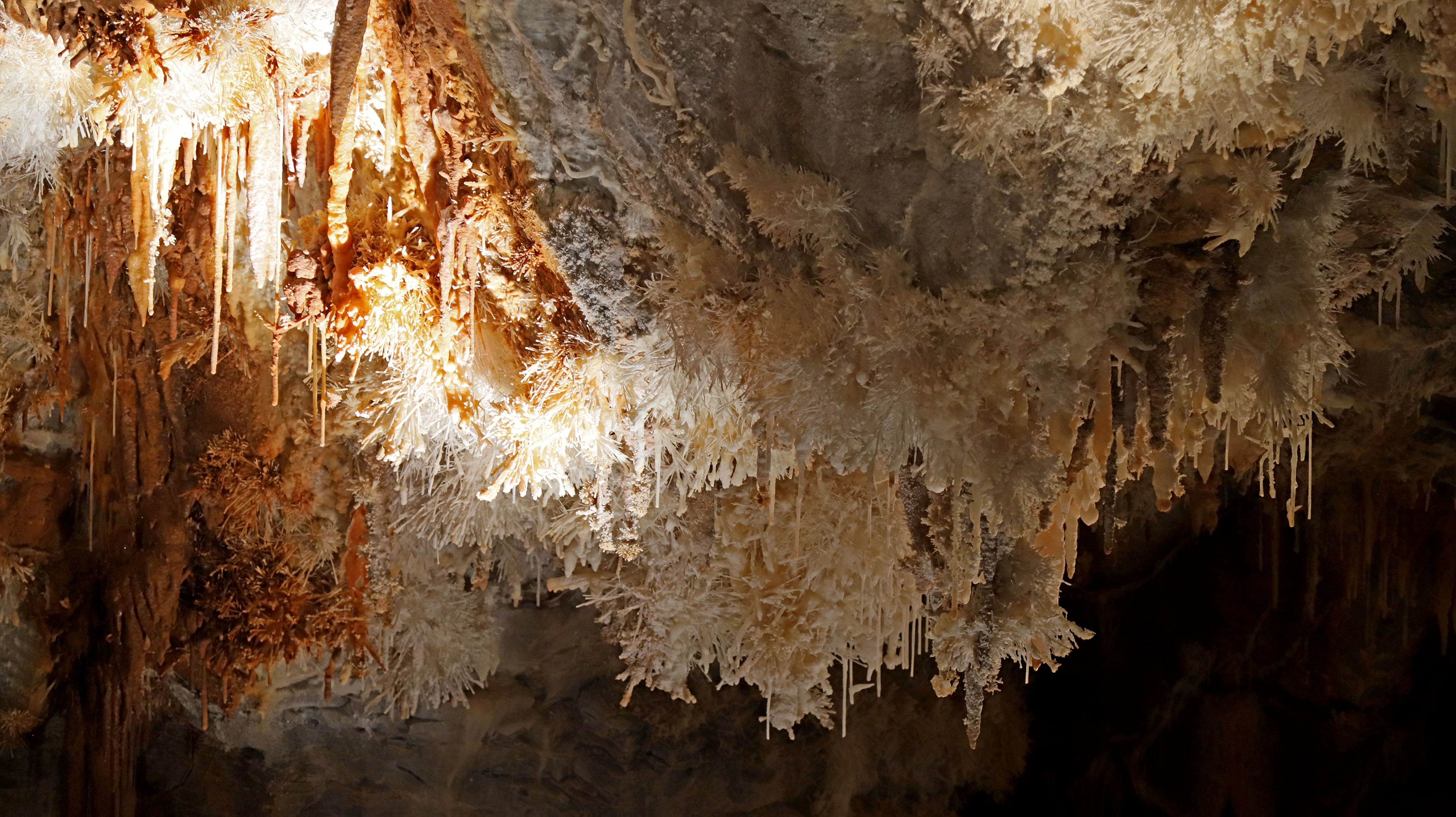
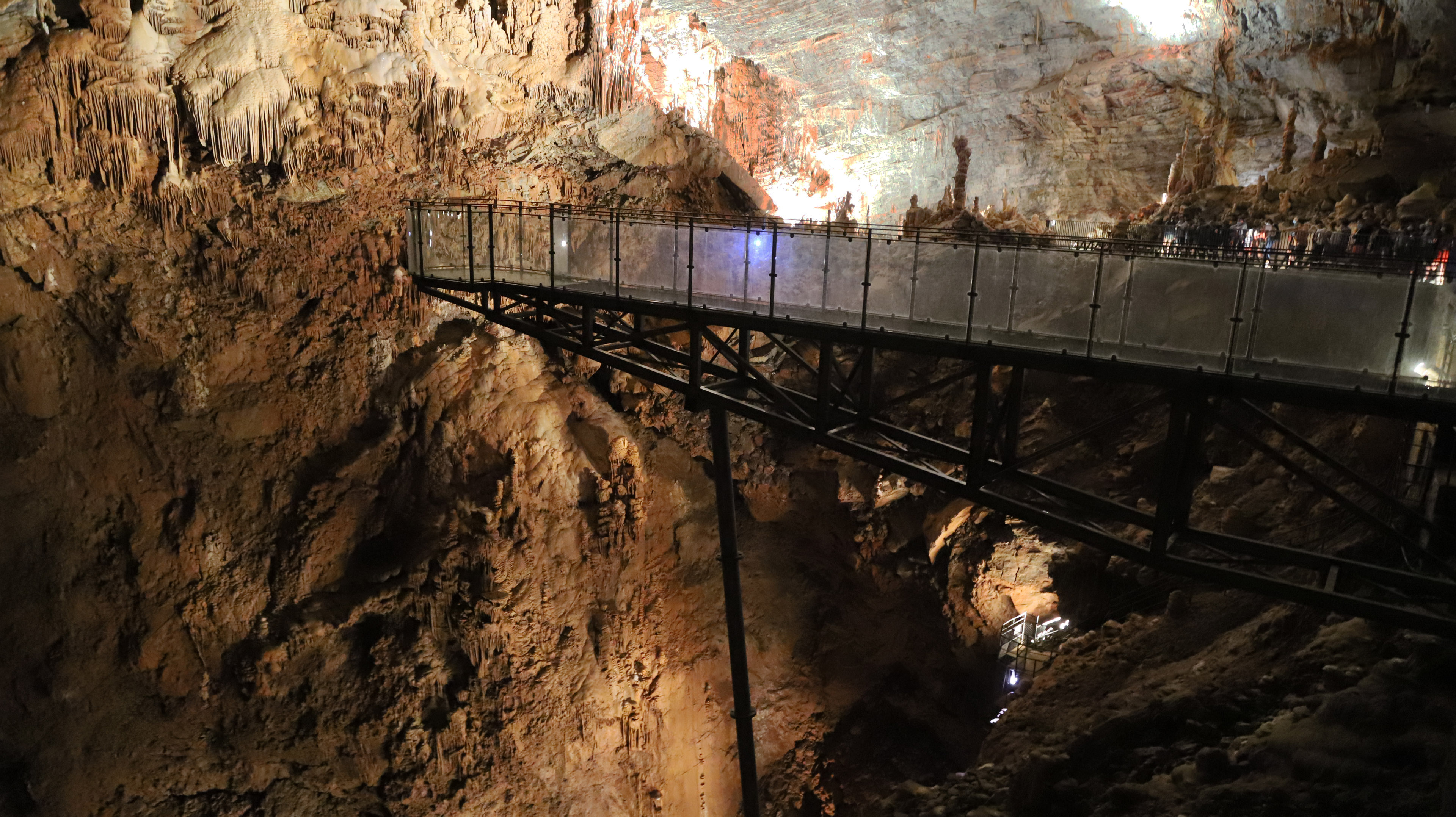
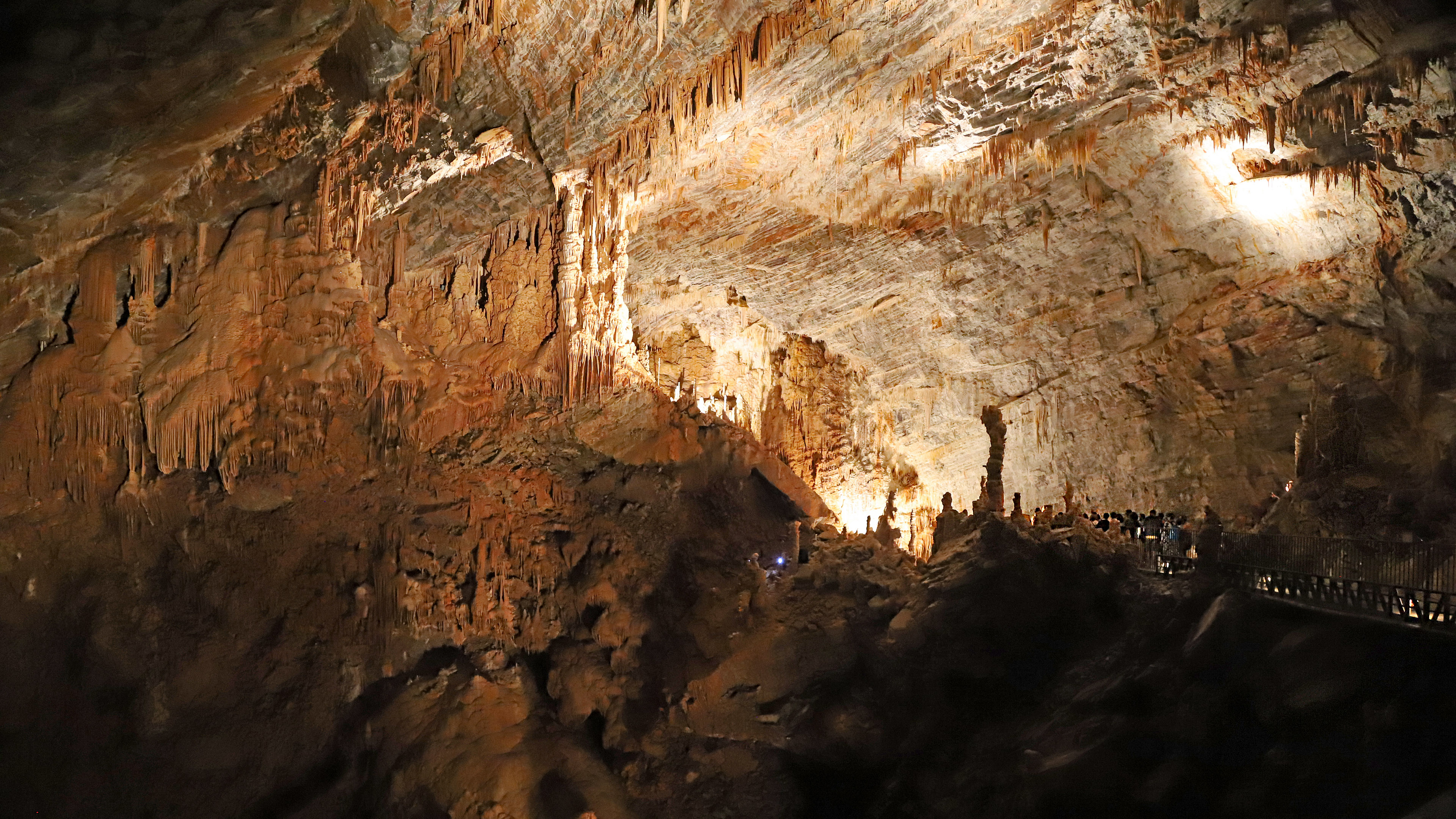

## Rivière souterraine
Le vaste réseau souterrain est parcouru par une rivière souterraine dont le lit est taillé dans du marbre bleu. Parcourant plusieurs kilomètres sous terre, cette rivière revoit le jour à la résurgence du Prestil au pied des châteaux « cathares » de Lastours.

## Classement
En 1999 un dossier de 18 sites et 24 grottes à concrétions du Sud de la France est proposé pour une inscription sur la liste indicative du patrimoine mondial naturel, antichambre de la liste du patrimoine mondial,. En octobre 2001 un avis défavorable est émis par l'union internationale pour la conservation de la nature (UICN). Fin 2005, l'État français pense représenter une demande d'inscription. En 2007 le projet est retiré et l'association de valorisation des cavités françaises à concrétions (AVCFC) regroupant 23 cavités  du Sud de la France est créée,.

## Visites

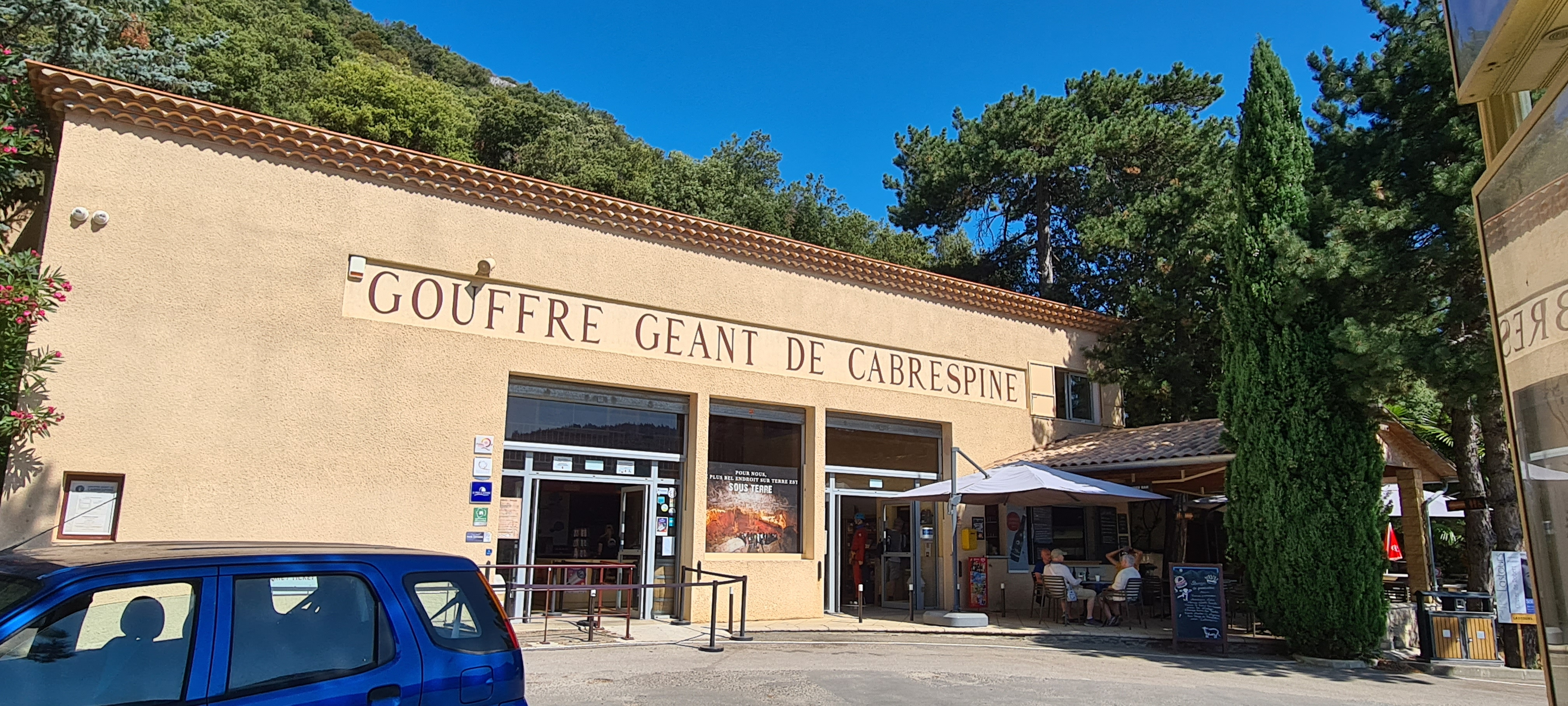
L'entrée du gouffre en 2025.

Aménagé depuis 1988, le site bénéficie d’une structure moderne et de qualité. Plusieurs circuits sont offerts à la visite, un circuit complet et sportif de 4 à 5 heures et un aménagement en balcons dénommé « Balcons du Diable » permettant de découvrir le site sans fatigue et en toute sécurité, pouvant accueillir les personnes handicapées. Le gouffre a obtenu en 2005 le label Tourisme Handicap.
Le site est praticable toute l'année, il compte une moyenne annuelle de 100 000 visiteurs. 
Les visites touristiques guidées qui ont lieu toute l'année durent 45 minutes. La température est d'environ 15 °C toute l'année.